# Barbeita
Barbeita ist eine Gemeinde (Freguesia) im nordportugiesischen Kreis Monção.

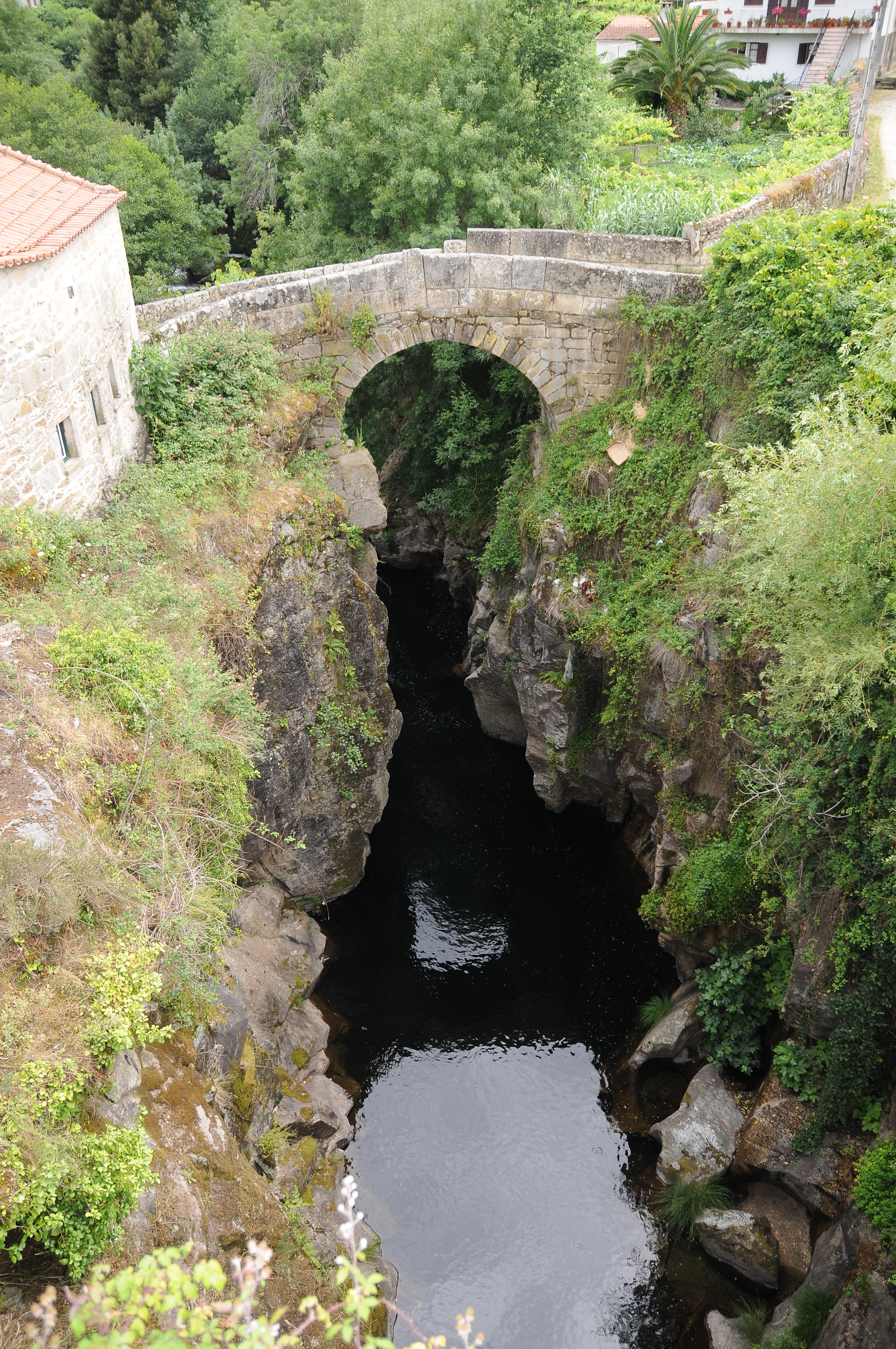
Brücke von Barbeita

 In ihr leben 923 Einwohner (Stand 19. April 2021).

## Bauwerke
- Ponte da Barbeita
- Skulptur des Pedro Macau